# 해양 온도차 발전
해양 온도차 발전 또는 해수 온도차 발전, 해양 열 에너지 변환(Ocean thermal energy conversion, OTEC)은 따뜻한 표층수와 차가운 심해의 온도차를 이용해 열기관을 가동해 전기를 생산하는 재생 가능 에너지 기술이다. 이는 일관되고 지속 가능한 전력원을 제공할 수 있는 잠재력을 지닌 독특한 형태의 청정 에너지 생성이다. 극복해야 할 과제가 있지만 OTEC는 특히 해양심층수에 접근할 수 있는 열대 지역에서 일관되고 지속 가능한 청정 에너지원을 제공할 수 있는 잠재력을 가지고 있다.

## 같이 보기
- 지열 발전
- 열기관
- 부유식 풍력 터빈
- 삼투 전력